# Nereid
Nereid est une pièce pour piano du compositeur britannique Arnold Bax écrite en 1916.

## Contexte
Datée du 24 mars 1916, Nereid est l'une des nombreuses pièces pour piano qu'Arnold Bax a dédiées à Harriet Cohen. D'abord intitulée « Ideala », elle a acquis son titre actuel lorsque le compositeur l'a révisée pour en faire la version publiée en 1919. Harriet Cohen la joue lors de son récital au Wigmore Hall en juin 1920, et cela a probablement été sa première exécution. Plus tard, elle a publié un compte rendu détaillé de l'interprétation de la pièce dans son livre Music's Handmaid, en remarquant que « Bax m'a souvent dit qu'il considérait sa musique comme directement dérivée de la nature. Lorsqu'il a écrit cette pièce, il avait vaguement à l'esprit une sorte de nymphe aquatique de la mythologie grecque » (« Bax has often told me that he considers his music to be directly derived from nature. When he wrote this piece... he had vaguely in mind some sort of water nymph of Greek mythological times »). Dans une interview accordée à un journal, Arnold Bax lui-même l'a décrite comme « rien d'autre qu'une couleur de ton – des effets changeants de tonalité » (« nothing but tone colour – changing effects of tone »).

## Discographie
- Piano Works, Vol. 1, Ashley Wass (piano), Naxos, 8.557439, septembre 2004.